# Florence Welch
Florence Leontine Mary Welch (sinh ngày 28 tháng 8 năm 1986) là một nhà soạn nhạc, ca sĩ và nhạc sĩ người Anh, nổi tiếng với vai trò giọng ca của ban nhạc indie rock Florence and the Machine.